# Juba Diogo Simão
Desportivo de Juba Diogo Simão és un club de futbol de l'illa de São Tomé, a São Tomé i Príncipe. L'equip juga en la Lliga de São Tomé de futbol en la seva divisió local. Està situat al vilatge de Diogo Simão a la localitat de Trindade, seu del districte de Mé-Zóchi i al sud-oest de la capital São Tomé.
Juba va tenir una posició moderada durant algunes temporades, el vuitè en 2013 i el cinquè en 2014. El Juba no van tenir una bona temporada i va estar dins de la zona de descens, i va sortir de la Primera Divisió després de 2015. L'any 2016 va tenir una altra mala temporada, ja que el club va acabar en la darrera posició a la Segona Divisió i va jugar el 2017 a la Tercera Divisió, però per problemes financers el club es va retirar de la temporada.

## Logotip
El seu logotip té una cresta i es divideix en quatre cantonades, groc a la part superior esquerra i verd a la part superior dreta i els colors són oposats a la part inferior amb una franja de color groc verd a la part inferior dreta. L'acrònim del nom del club, JDS, es troba a la part superior esquerra i la pilota de futbol a la part inferior esquerra.

## Estadi
Actualment, l'equip juga a la capacitat de 1.000 Campo de Diogo Simão situat a l'oest de l'assentament.

## Resultat del campionat entre illes
| Temporada | Divisió | Posició | Jugats | Guanya | Empata | Perd | GF | GC | GD  | Punts | Copa | Qualificació/descens                  |
| --------- | ------- | ------- | ------ | ------ | ------ | ---- | -- | -- | --- | ----- | ---- | ------------------------------------- |
| 2012      | 2       |         | 18     | -      | -      | -    | -  | -  | -   | -     |      | Ascens a la Primera Divisió Regional  |
| 2013      | 2       | 8       | 18     | 4      | 5      | 9    | 27 | 37 | -10 | 17    |      |                                       |
| 2014      | 2       | 5       | 18     | -      | -      | -    | -  | -  | -   | -     |      |                                       |
| 2015      | 2       |         | 18     | -      | -      | -    | -  | -  | -   | -     |      | Descens a Segona Divisió Regional     |
| 2016      | 3       | 12      | 18     | -      | -      | -    | -  | -  | -   | -     |      | Promociona a Tercera Divisió Regional |